# DFB-Pokal 2013/14
Het seizoen 2013/14 van de DFB-Pokal, het Duitse bekervoetbaltoernooi voor clubteams bij de mannen, begon op 2 augustus 2013 en eindigde op 17 mei 2014 met de finale in het Olympiastadion. Bekerhouder FC Bayern München won het toernooi opnieuw.

## Deelname
In totaal 64 clubs waren gerechtigd deel te nemen aan deze 68e editie van dit voetbalbekertoernooi (inclusief de Tschammer-beker). Dit waren de 18 Bundesliga-clubs, de 18 clubs van de 2. Bundesliga, De eerste vier clubs van de 3. Liga, de 21 bekerwinnaars van de Landesverbände en de drie bekerfinalisten van Beieren, Neder-Saksen en Westfalen van het seizoen 2012/13.

### Deelnemende clubs
| Bundesliga Alle 18 clubs | 2. Bundesliga 17 clubs | 3. Liga 4 clubs |
| --- | --- | --- |
| Borussia Dortmund FC Bayern München FC Schalke 04 Borussia Mönchengladbach Bayer 04 Leverkusen VfB Stuttgart Hannover 96 VfL Wolfsburg Werder Bremen 1. FC Nürnberg TSG 1899 Hoffenheim SC Freiburg 1. FSV Mainz 05 FC Augsburg Hamburger SV SpVgg Greuther Fürth Eintracht Frankfurt Fortuna Düsseldorf | Hertha BSC 1. FC Köln 1. FC Kaiserslautern FC St. Pauli SC Paderborn 07 TSV 1860 München 1. FC Union Berlin Eintracht Braunschweig MSV Duisburg VfL Bochum FC Ingolstadt 04 FSV Frankfurt Energie Cottbus FC Erzgebirge Aue SV Sandhausen VfR Aalen SSV Jahn Regensburg Dynamo Dresden | Karlsruher SC Arminia Bielefeld VfL Osnabrück Preußen Münster |
| Landesverbände (22 teams) | | |
| - Baden FC Nöttingen - Beieren TSV 1860 Rosenheim FV Illertisse (IV) - Berlijn BFC Dynamo (V) - Brandenburg FSV Optik Rathenow (IV) - Bremen SG Aumund-Vegesack (V) - Hamburg SC Victoria Hamburg (IV) - Hessen SV Darmstadt 98 (III)                                                                    | - Mecklenburg-Vorpommern TSG Neustrelitz (IV) - Mittelrhein SC Fortuna Köln (IV) - Niederrhein Sportfreunde Baumberg (V) - Niedersachsen SV Wilhelmshaven (IV) - Rheinland Eintracht Trier (IV) - Saarland 1. FC Saarbrücken (III) - Sachsen RB Leipzig (IV)                           | - Sachsen-Anhalt 1. FC Magdeburg (IV) - Schleswig-Holstein VfR Neumünster (IV) - Südbaden Bahlinger SC (V) - Südwest TSG Pfeddersheim (V) - Thüringen SV Schott Jena (V) - Westfalen SC Wiedenbrück 2000 (V) SV Lippstadt 08 (VI) - Württemberg 1. FC Heidenheim (III) Neckarsulmer Sport-Union (VII) |
| Legenda: III = 3. Liga • IV = Regionalliga • V = Oberliga • VI = Verbandsliga | | |

## Kalender
De kalender voor de DFB-Pokal is als volgt:
- 1e ronde: 2-5 augustus 2013
- 2e ronde: 24/25 september 2013
- 3e ronde: 3/4 december 2013
- Kwartfinale: 11/12 februari 2014
- Halve finale: 15/16 april 2014
- Finale: 17 mei 2014

## Eerste Ronde
De loting voor de eerste ronde vond plaats op 15 juni.
| Datum                 | Thuis                         |   | Bezoekers                  | Uitslag             |
| --------------------- | ----------------------------- | - | -------------------------- | ------------------- |
| 02.08.2013, 19:00 uur | 1. FC Heidenheim (III)        | – | TSV 1860 München (II)      | 1-1 n.v. 3-4 na pen |
| 02.08.2013, 19:00 uur | VfL Osnabrück (III)           | – | FC Erzgebirge Aue (II)     | 3-0                 |
| 02.08.2013, 20:00 uur | RB Leipzig (III)              | – | FC Augsburg (I)            | 0-2                 |
| 03.08.2013, 15:30 uur | SG Aumund-Vegesack (V)        | – | TSG 1899 Hoffenheim (I)    | 0-9                 |
| 03.08.2013, 15:30 uur | SV Lippstadt 08 (IV)          | – | Bayer 04 Leverkusen (I)    | 1-6                 |
| 03.08.2013, 15:30 uur | SC Fortuna Köln (IV)          | – | 1. FSV Mainz 05 (I)        | 1-2                 |
| 03.08.2013, 15:30 uur | TSG Neustrelitz (IV)          | – | SC Freiburg (I)            | 0-2 n.v.            |
| 03.08.2013, 15:30 uur | SV Wilhelmshaven (IV)         | – | Borussia Dortmund (I)      | 0-3                 |
| 03.08.2013, 15:30 uur | Sportfreunde Baumberg (V)     | – | FC Ingolstadt 04 (II)      | 1-4                 |
| 03.08.2013, 15:30 uur | Neckarsulmer Sport-Union (VI) | – | 1. FC Kaiserslautern (II)  | 0-7                 |
| 03.08.2013, 15:30 uur | 1. FC Magdeburg (IV)          | – | Energie Cottbus (II)       | 0-1                 |
| 03.08.2013, 15:30 uur | Bahlinger SC (V)              | – | VfL Bochum (II)            | 1-3                 |
| 03.08.2013, 18:00 uur | TSV 1860 Rosenheim (IV)       | – | VfR Aalen (II)             | 0-2                 |
| 03.08.2013, 20:30 uur | Karlsruher SC (II)            | – | VfL Wolfsburg (I)          | 1-3                 |
| 03.08.2013, 20:30 uur | Eintracht Trier (IV)          | – | 1. FC Köln (II)            | 0-2                 |
| 04.08.2013, 14:30 uur | 1. FC Saarbrücken (III)       | – | Werder Bremen (I)          | 3-1 n.v.            |
| 04.08.2013, 14:30 uur | SV Darmstadt 98 (III)         | – | Bor. Mönchengladbach (I)   | 0-0 n.v. 5-4 n.p    |
| 04.08.2013, 14:30 uur | Arminia Bielefeld (II)        | – | Eintracht Braunschweig (I) | 2-1                 |
| 04.08.2013, 14:30 uur | SC Victoria Hamburg (IV)      | – | Hannover 96 (I)            | 0-2                 |
| 04.08.2013, 14:30 uur | TSG Pfeddersheim (V)          | – | SpVgg Greuther Fürth (II)  | 0-2                 |
| 04.08.2013, 16:00 uur | SV SCHOTT Jena (V)            | – | Hamburger SV (I)           | 0-4                 |
| 04.08.2013, 16:00 uur | BFC Dynamo (V)                | – | VfB Stuttgart (I)          | 0-2                 |
| 04.08.2013, 16:00 uur | VfR Neumünster (IV)           | – | Hertha BSC (I)             | 2-3 n.v.            |
| 04.08.2013, 16:00 uur | SC Wiedenbrück 2000 (IV)      | – | Fortuna Düsseldorf (II)    | 1-0                 |
| 04.08.2013, 16:00 uur | FSV Optik Rathenow (IV)       | – | FSV Frankfurt (II)         | 1-3 n.v.            |
| 04.08.2013, 18:30 uur | FV Illertissen (IV)           | – | Eintracht Frankfurt (I)    | 0-2                 |
| 04.08.2013, 18:30 uur | Preußen Münster (III)         | – | FC St. Pauli (II)          | 1-0                 |
| 04.08.2013, 20:30 uur | SV Sandhausen (II)            | – | 1. FC Nürnberg (I)         | 1-1 n.v. 4-3 ns     |
| 05.08.2013, 18:30 uur | FC Nöttingen (V)              | – | FC Schalke 04 (I)          | 0-2                 |
| 05.08.2013, 18:30 uur | SSV Jahn Regensburg (III)     | – | 1. FC Union Berlin (II)    | 1-2                 |
| 05.08.2013, 18:30 uur | MSV Duisburg (III)            | – | SC Paderborn 07 (II)       | 2-3                 |
| 05.08.2013, 20:30 uur | BSV Schwarz-Weiß Rehden (IV)  | – | FC Bayern München (I)      | 0-5                 |

## Tweede Ronde
De loting voor de Tweede Ronde vond plaats op 10 augustus.
| Datum                 | Thuis                     |   | Bezoekers                 | Uitslag   |
| --------------------- | ------------------------- | - | ------------------------- | --------- |
| 24.09.2013, 19:00 uur | Preußen Münster (III)     | – | FC Augsburg (I)           | 0-3 (0-1) |
| 24.09.2013, 19:00 uur | SC Wiedenbrück 2000 (IV)  | – | SV Sandhausen (II)        | 1-3 (1-0) |
| 24.09.2013, 19:00 uur | TSV 1860 München (II)     | – | Borussia Dortmund (I)     | 0-2 nv    |
| 24.09.2013, 19:00 uur | VfL Wolfsburg (I)         | – | VfR Aalen (II)            | 2-0 (1-0) |
| 24.09.2013, 20:30 uur | Arminia Bielefeld (II)    | – | Bayer 04 Leverkusen (I)   | 0-2 (0-0) |
| 24.09.2013, 20:30 uur | Hamburger SV (I)          | – | SpVgg Greuther Fürth (II) | 1-0 (0-0) |
| 24.09.2013, 20:30 uur | TSG 1899 Hoffenheim (I)   | – | Energie Cottbus (II)      | 3-0 n.v.  |
| 24.09.2013, 20:30 uur | 1. FSV Mainz 05 (I)       | – | 1. FC Köln (II)           | 0-1 (0-0) |
| 25.09.2013, 19:00 uur | 1. FC Saarbrücken (III)   | – | SC Paderborn 07 (II)      | 2-1 (2-0) |
| 25.09.2013, 19:00 uur | Eintracht Frankfurt (I)   | – | VfL Bochum (II)           | 2-0 (2-0) |
| 25.09.2013, 19:00 uur | FSV Frankfurt (II)        | – | FC Ingolstadt 04 (II)     | 0-2 (0-1) |
| 25.09.2013, 19:00 uur | 1. FC Kaiserslautern (II) | – | Hertha BSC (I)            | 3-1 (0-1) |
| 25.09.2013, 20:30 uur | VfL Osnabrück (III)       | – | 1. FC Union Berlin (II)   | 0-1 (0-1) |
| 25.09.2013, 20:30 uur | SV Darmstadt 98 (III)     | – | FC Schalke 04 (I)         | 1-3 (1-1) |
| 25.09.2013, 20:30 uur | FC Bayern München (I)     | – | Hannover 96 (I)           | 4-1 (2-1) |
| 25.09.2013, 20:30 uur | SC Freiburg (I)           | – | VfB Stuttgart (I)         | 2-1 (0-0) |

## Derde Ronde
De loting voor de derde Ronde vond plaats op 29 september.
| Datum                 | Thuis                   |   | Bezoekers                 | Uitslag |
| --------------------- | ----------------------- | - | ------------------------- | ------- |
| 03.12.2013, 19:00 uur | 1. FC Union Berlin (II) | – | 1. FC Kaiserslautern (II) | 0-3     |
| 03.12.2013, 19:00 uur | Hamburger SV (I)        | – | 1. FC Köln (II)           | 2-1     |
| 03.12.2013, 20:30 uur | FC Schalke 04 (I)       | – | TSG 1899 Hoffenheim (I)   | 1-3     |
| 03.12.2013, 20:30 uur | 1. FC Saarbrücken (III) | – | Borussia Dortmund (I)     | 0-2     |
| 04.12.2013, 19:00 uur | SC Freiburg (I)         | – | Bayer 04 Leverkusen (I)   | 1-2     |
| 04.12.2013, 19:00 uur | VfL Wolfsburg (I)       | – | FC Ingolstadt 04 (II)     | 2-1     |
| 04.12.2013, 20:30 uur | Eintracht Frankfurt (I) | – | SV Sandhausen (II)        | 4-2     |
| 04.12.2013, 20:30 uur | FC Augsburg (I)         | – | FC Bayern München (I)     | 0-2     |

## Kwartfinale
De loting voor de kwartfinales vond plaats op 8 december.
| Datum                 | Thuis                   |   | Bezoekers                 | Uitslag |
| --------------------- | ----------------------- | - | ------------------------- | ------- |
| 11.02.2014, 20:45 uur | Eintracht Frankfurt (I) | – | Borussia Dortmund (I)     | 0-1     |
| 12.02.2014, 19:00 uur | TSG 1899 Hoffenheim (I) | – | VfL Wolfsburg (I)         | 2-3     |
| 12.02.2014, 19:00 uur | Bayer 04 Leverkusen (I) | – | 1. FC Kaiserslautern (II) | 0-1 nv  |
| 12.02.2014, 20:30 uur | Hamburger SV (I)        | – | FC Bayern München (I)     | 0-5     |

## Halve finale
De loting voor de halve finales vond plaats op 12 februari.
| Datum         | Thuis                 |   | Bezoekers                 | Uitslag |
| ------------- | --------------------- | - | ------------------------- | ------- |
| 15 april 2014 | Borussia Dortmund (I) | – | VfL Wolfsburg (I)         | 2-0     |
| 16 april 2014 | FC Bayern München (I) | – | 1. FC Kaiserslautern (II) | 5-1     |

## Finale
| Datum       | Thuis             |   | Bezoekers         | Uitslag |
| ----------- | ----------------- | - | ----------------- | ------- |
| 17 mei 2014 | Borussia Dortmund | – | FC Bayern München | 0-2 nv  |